# Baschi (Italia)
Baschi è un comune italiano di 2 550 abitanti della provincia di Terni in Umbria.

## Geografia fisica
- Classificazione climatica: zona D, 1665 GR/G

## Storia
Antico castello, divenuto comune (uno dei primi in Italia), la cui tradizione lo farebbe edificare alla fine del IX secolo da Ugolino o Galino di Biscaglia, ufficiale carolingio sceso in Italia con Carlo Magno, il quale gli regalò un vecchio castello ("castrum vetus") nella Valle del Tevere. Qui, Ugolino di Biscaglia, soprannominato "le Basque", eresse un nuovo castello che chiamò Baschi, dal suo soprannome.

## Monumenti e luoghi d'interesse
La famiglia Baschi, tra le più potenti del centro Italia, aveva il dominio su oltre 60 castelli della zona e aveva fondato, a circa 3 km dal castello Baschi della Teverina, una grande Rocca con castello, quale fastosa e imponente sede residenziale della nobile famiglia. Tale roccaforte, di proprietà privata e ridotta a rudere, è ubicata nella località Carnano, nella frazione Tenaglie del comune di Montecchio.
Di grande interesse la chiesa parrocchiale di San Nicolò, edificata nella seconda metà del XVI secolo. Conserva, al suo interno, un polittico di Giovanni di Paolo (XV secolo). 
Nella zona di Pantanelli è il convento di Sant'Angelo, francescano, nel quale sono affreschi quattrocenteschi e le tombe terragne della famiglia Baschi. La pala con l'Allegoria del Terz'ordine francescano, opera di Andrea Polinori, del 1643, è stata trasferita nella Chiesa Nuova di Assisi.
Baschi è anche una località frequentata nei mesi estivi da turisti provenienti soprattutto dalla zona di Roma.

## Società

### Evoluzione demografica
Abitanti censiti

## Infrastrutture e trasporti

### Strade
Baschi è collegata tramite la Strada statale 205 Amerina a Orvieto, dove è presente l'accesso all'Autostrada del Sole. Il centro abitato è inoltre collegato con la Strada statale 448 di Baschi, dal quale prende il nome, e dalla strada provinciale 92 che porta al Comune di Montecchio.

### Ferrovie
Il centro abitato era servito fino al 2011 dalla linea ferroviaria Firenze-Roma, anche detta linea lenta, che fermava presso la locale stazione ferroviaria.  Il 4 dicembre 2011 la stazione è stata soppressa unitamente a quella di Bassano in Teverina..

## Amministrazione
| Periodo        | Periodo        | Primo cittadino     | Partito                           | Carica  | Note          |
| -------------- | -------------- | ------------------- | --------------------------------- | ------- | ------------- |
| 23 aprile 1995 | 12 giugno 1999 | Alberto Busso       | Lista Civica di Centro-sinistra   | Sindaco | [ 8 ]         |
| 13 giugno 1999 | 7 giugno 2009  | Isauro Grasselli    | Lista Civica di Centro-sinistra   | Sindaco | [ 9 ] [ 10 ]  |
| 8 giugno 2009  | 26 maggio 2019 | Anacleto Bernardini | Lista Civica Progetto Democratico | Sindaco | [ 11 ] [ 12 ] |
| 27 maggio 2019 | in carica      | Damiano Bernardini  | Lista Civica Crescere insieme     | Sindaco | [ 13 ]        |